# Marian Zientalski
Marian Bogdan Zientalski (ur. 16 września 1935 w Kutnie, zm. 6 stycznia 2020 w Gdańsku) – polski specjalista teletransmisji i systemów telekomunikacyjnych, profesor Politechniki Gdańskiej, od 2015 Honorowy Profesor Emeritus tej uczelni.
W 1951 ukończył I Liceum im. Gen. J.H. Dąbrowskiego w Kutnie. W 1957 uzyskał stopień magistra inżyniera łączności na Wydziale Łączności Politechniki Gdańskiej, w 1966 - doktora, a w 1992 - profesora zwyczajnego. W latach 1969–1971 pełnił funkcję kierownika Zakładu Technologii Urządzeń Elektronicznych i dyrektorem Instytutu Radiokomunikacji PG. Od 1971 do 1972 był kierownikiem Zakładu Teletransmisji w Instytucie Technologii Elektronicznej, w latach 1975–1988 – dyrektorem Instytutu Telekomunikacji, 1992–2006 – kierownikiem Katedry Systemów i Sieci Telekomunikacyjnych. W latach 1972–1975 i 1987-1990 sprawował funkcje dziekana Wydziału Elektroniki PG. Poza Politechniką wykładał w Uniwersytecie Technologiczno-Przyrodniczym im. Jana i Jędrzeja Śniadeckich w Bydgoszczy i Wyższej Szkole Zarządzania w Gdańsku. Od 1991 zasiadał w Komitecie Elektroniki i Telekomunikacji Polskiej Akademii Nauk (był wiceprzewodniczącym i przewodniczącym jego Sekcji Telekomunikacji). Od 2001 do 2003 przewodniczył Stowarzyszeniu Inżynierów Telekomunikacji. Był także członkiem Centralnej Komisji do Spraw Stopni i Tytułów Naukowych, Rady Konsultacyjnej Ministra Łączności, Rady Telekomunikacji Ministra Infrastruktury, Stowarzyszenia Elektryków Polskich i Gdańskiego Towarzystwa Naukowego, redaktorem Przeglądu Telekomunikacyjnego. 
Od 1986 do 1990 był kierownikiem pierwszego w Polsce Centralnego Programu Badań Podstawowych z nauk telekomunikacyjnych „Rozwój technik przekazywania informacji”. Należał do inicjatorów Krajowego Sympozjum Telekomunikacji i Teleinformatyki. Wypromował 8 doktorów oraz ponad 300 magistrów i inżynierów. Był współtwórcą 20 patentów m.in. na tranzystorowy układ bezstykowego licznika rewersyjnego (1967). Współautor monografii Nowoczesne systemy teletransmisyjne (Warszawa 1976).

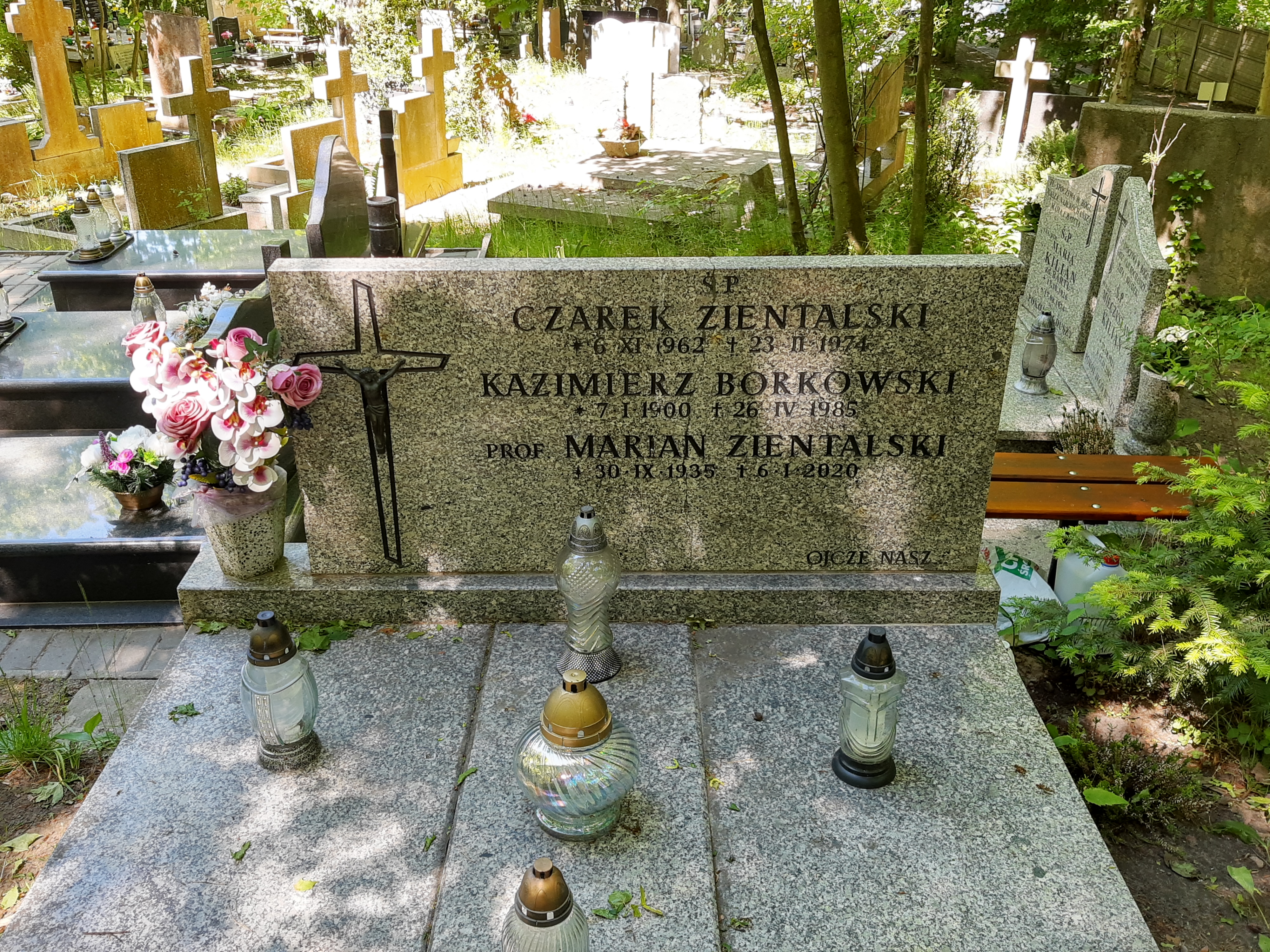
Grób prof. Mariana Zientalskiego na Cmentarzu Srebrzysko w Gdańsku

Pochowany na Cmentarzu Srebrzysko w Gdańsku (rejon I-groby rodzinne E-89/90). 

## Nagrody i odznaczenia
- Krzyż Komandorski Orderu Odrodzenia Polski
- Krzyż Oficerski Orderu Odrodzenia Polski
- Krzyż Kawalerski Orderu Odrodzenia Polski
- Złoty Krzyż Zasługi
- nagroda naukowa Ministra Łączności